# Gisèle Casadesus
Gisèle Casadesus (París, 14 de juny de 1914 - Issou, 24 de setembre de 2017) fou una actriu francesa. La seva llarga i destacada carrera la dugué a ser sòcia honorària de la Comédie Française i gran creu de la Legió d'Honor. El 2003 va rebre un Molière d'honneur pel conjunt de la seva carrera.
Gisèle Casadesus nasqué en el si d'una família d'origen català i que ha donat un nombre notable de músics, actors i altres artistes. Fou filla del violoncel·lista i compositor Henri Casadesus i de l'arpista Marie-Louise Beetz. Després de passar la guerra, als catorze anys acompanyà el seu pare en una llarga gira pels Estats Units. Després dels estudis, obtingué un premi al Conservatori Nacional Superior d'Art Dramàtic, i als 20 anys entrà a formar part de la Comédie Française. El mateix 1934, es casà amb l'actor Lucien Pascal (nom d'escena de Lucien Probst), amb qui tindrà quatre fills, Jean-Claude Casadesus (1935), Martine Pascal (1939, actriu), Béatrice Casadesus (1942, pintora i escultora) i Dominique Probst (1954, compositor i percussionista), tots artistes
Esdevingué la 400a sòcia de la Comédie Française el primer de gener de 1939. Era en un vaixell, tornant d'una gira per Amèrica del Sud, quan esclata la segona guerra mundial. Va deixar la Comédie el 1962 i n'esdevingué sòcia honorària el 15 d'abril 1967, tot i que hi continuà fent algunes participacions.
Pel que fa al cinema, el 1943 va fer el paper de Clotilde de Grandlieu a Vautrin, de Pierre Billon, basada en una obra de Balzac; el 1946 feu el paper de Marie a L'Homme au chapeau rond amb Raimu. A aquestes seguí una extensa filmografia.
Tot i que abandonà l'escena teatral més aviat, feu encara les darreres aparicions en pel·lícules essent centenària o gairebé. El 2010, a 96 anys, roda Les meves tardes amb la Margueritte, de Jean Becker; el 2013, amb 99 anys, Casadesus tingué un paper (Selma) en Sous le figuier, dirigida per Anne-Marie Étienne, i, el 2014, el paper de Françoise a Week-ends d'Anne Villacèque.
Fou nomenada Grand-Croix (gran creu) de la Legió d'Honor el 29 de març de 2013. També fou Commandeur de l'Orde de les Arts i les Lletres de França (2011) i Grand-Croix de l'Orde Nacional del Mèrit (2009). El 2013 va rebre un Molière honorari pel conjunt de la seva carrera.